# COMAC (organització juvenil)
COMAC és una organització juvenil comunista de Bèlgica, vinculada al Partit dels Treballadors de Bèlgica (PTB). COMAC té una presència activa en sis universitats belgues, en centres de batxillerat i en instituts d'educació secundària. COMAC és una organització que està present a Bèlgica, això vol dir que en ella conflueixen joves procedents de Flandes, de Valònia i de Brussel·les. Poden ser membres de la COMAC tots els joves d'entre 14 i 30 anys que desitgin participar-hi, i no cal que siguin membres del Partit dels Treballadors de Bèlgica. COMAC es va fundar el 2001 com a resultat de la unió entre el Moviment Marxista-Leninista d'àmbit universitari, i la Joventut Rebel Vermella, amb presència en els instituts del país.